# Vメシ!
『Vメシ!』（ぶいめし!）とは、フジテレビで2007年10月7日から2017年3月26日まで放送されていたミニ番組である。日清オイリオグループの一社提供。

## 番組概要
毎週1名のスポーツ選手を取り上げ、本番などに食べる食事やおすすめの食事（番組ではこれらを「Vメシ」と呼んでいる。）を紹介する。

## 番組名の変遷
- 2007年10月7日 - 2008年9月28日　Vメシ!（第1期）
- 2008年10月5日 - 2010年9月26日　Vメシ!DREAM
- 2010年10月3日 - 2012年3月25日　Vメシ!DREAM2
- 2012年4月1日 - 2016年9月25日　Vメシ!JAPAN
- 2016年10月16日 - 2017年3月26日　Vメシ!（第2期）

## ナレーター
- 宮迫博之（Vメシ!、Vメシ!DREAM）
- 上村愛子（Vメシ!DREAM2）
- 六代目中村勘九郎（Vメシ!JAPAN）
- ムロツヨシ（Vメシ!JAPAN、Vメシ!）

## 放送時間
- フジテレビ　日曜日11:45 - 11:50
- 東海テレビ　水曜日21:54 - 22:00（2009年4月1日 - ）
- 関西テレビ　日曜日21:54 - 22:00（2009年4月5日 - 2010年3月28日）、木曜日21:54 - 22:00（2010年4月1日 - 2013年3月28日）、水曜日21:54 - 22:00（2013年4月3日 - ）
- BSフジ　火曜日21:55 - 22:00（2007年10月9日 - 2009年9月29日）、水曜日22:55 - 23:00（2009年10月7日 - ）